# 天主教奧約教區
天主教奥约教區 （拉丁語：Dioecesis Oyoensis）是尼日利亞一個羅馬天主教教區，屬伊巴丹總教區。
1949年3月3日建立宗座監牧區、1963年1月18日升為教區。2004年有教友30,200人（佔轄區總人口1.5%）、廿六個堂區、廿四個司鐸。現任教區主教為厄馬奴爾‧巴德喬。